# 富山県道169号米道上瀬戸線
富山県道169号米道上瀬戸線（とやまけんどう169ごう よねみちかみせとせん）は、富山県中新川郡立山町内を通る一般県道である。

## 概要

### 路線データ
- 起点：富山県中新川郡立山町米道字中田（富山県道157号寺坪上市線交点）
- 終点：富山県中新川郡立山町上瀬戸西井上（富山県道168号小又下段線交点）
- 実延長：1,776m

## 沿革
- 1960年（昭和35年）4月23日 - 認定[1]

## 地理

### 通過する自治体
- 富山県中新川郡立山町

### 接続する道路
- 富山県道157号寺坪上市線（起点：立山町米道字中田）
- 富山県道168号小又下段線（終点：立山町上瀬戸西井上）

### 周辺
- 立山町立新瀬戸小学校
- 立山カントリークラブ